# Костел святого Станіслава (Нижнів)
Костел Святого Станіслава, або костел паулінів — колишній храм Львівської архідієцезії РКЦ в Україні, який існував у містечку Нижнів (нині село, Тлумацька міська громада, Івано-Франківська область, Україна).

## Відомості
Костел, який існував у Нижневі, не витримав татарських набігів у 1620—1630-х роках. Під час канонічної візитації львівського латинського архієпископа Яна Скарбека 1721 року на його місці був пам'ятний хрест. У 1740 році дідич Станіслав Вінцентій Яблоновський створив парафію РКЦ в Нижневі.
Відомий львівський сницар Матвій Полейовський у 1770-х роках виготовив доволі скромний новий вівтар для костелу паулінів у Нижневі-над-Дністром, який, як і храм, не зберігся. Правдоподібно, фундатором виготовлення цього вівтаря був тодішній дідич Нижнева князь Антоній Барнаба Яблоновський.
Храм відновлений та консекрований (освячений) у 1842 році як костел святого Станіслава (тоді львівським архієпископом був Франтішек Піштек).
Костел мав дві вежі на фасаді, мав більше, ніж три кондигнації.

### Монастирі в Нижневі
В українській історичній літературі нижнівські монастирі не досліджували, є дослідження польських вчених. Монастирі Нижнева, які існували тут протягом XII—XIII — першої половини XX ст., до нинішнього дня не зберегли. Зокрема, втрачено римо-католицький монастир (кляштор) оо. паулінів, фундований у січні 1740 року дідичем Станіславом Вінцентієм Яблоновським (воєводою равським). У лютому 1740 року в монастирі з'явились кілька ченців. У березні 1742 року призначили пріора монастиря паулінів. Фундацію монастиря 1764 року затвердив львівський латинський архиєпископ Вацлав Геронім Сераковський.
2 лютого 1786 року уряд Габсбурзької монархії видав розпорядження про те, що монастир має бути «скасований» (закритий).

### Жіночий монастир
1881 року рада згромадження сестер-непорочниць прийняла проект засновниці Марцеліни Даровської, за яким колишній монастир паулінів ставав навчальним закладом для дітей з родин, які постраждали за участь у січневому повстанні 1863 року. 24 травня 1881 року в дідича графа Теодора Лянцкоронського було викуплено ґрунт кляштору, 1883 року відкрито школу, каплицю.
Під час Першої світової війни монастир перебував у руках різних армій, був пограбований. 1926 року проведено ремонт. 14 жовтня 1939 року черниці вимушено підписали зречення від кляштору, 1 листопада покинули його, літургічні предмети заховали у пивницях та в парафіян (досі не віднайдені). 16 липня 1941 року черниці повернулись до монастиря (разом з приходом гітлерівців). 1944 року монастир горів, більшість сестер евакуювалися до Шиманува. У серпні 1944 року загинули 2 черниці-непорочниці, в березні 1945 року — 2 черниці-юзефитки; зокрема, сестру Францішку Косьоровську облили бензином і спалили живцем.

### Сьогодення
Територію колишніх костелу та монастиря використовує фірма «Галичина-проект» для складування видобутої поблизу берегів Дністра піщано-гравійної суміші («шутр»).